# Byrsia pallidior
Byrsia pallidior är en fjärilsart som beskrevs av Rothschild 1912. Byrsia pallidior ingår i släktet Byrsia och familjen björnspinnare. Inga underarter finns listade i Catalogue of Life.